# Hacı Bektaş-ı Veli
Hacı Bektaş-ı Veli (o Hacı Bektaş Veli) fue un místico sufí del siglo XIII, fundador de la orden Bektashi y uno de los primeros autores en utilizar el turco como lengua literaria. 
Nació en la ciudad de Nishapur, en el Jorasán, al norte de Persia (actual Irán), que era en la época un importante centro cultural, aunque fue arrasada por la invasión de Genghis Khan. Era hijo de Ibrahim Sani, también conocido como Seyyid Ibrahim, un sultán del Khorasán, y de Khatem Khatun, de la ciudad de Nishapur. Pasó su infancia y juventud en Nishapur, donde aprendió filosofía, física, literatura y otras ciencias. Viajó por Turquestán, Persia y Siria, y peregrinó a La Meca. Invitado por Ahmet Yesevi, se instaló en Anatolia, en Sulucakarahuyuk (actual Hacibektas). Casó con Fatma Nuriye Hamm, llamada también Kadincik Ana, hija de Idris Hoca.
Fundó la orden de derviches Bektasi. Su fama de santidad hizo que se le diera el nombre de Haci Bektas Veli (haci puede traducirse como "peregrino", y veli significa aproximadamente "derviche y santo"). Su filosofía tiene un carácter humanista, basado en la tolerancia y en el amor a la humanidad, y cuenta entre sus preceptos la idea de la igualdad de la mujer. Prestó gran atención a las tradiciones de los clanes turcos, y fue uno de los primeros autores que utilizó el turco como lengua literaria, en libros como Makalat, Feviad, Sadhiyye y Serh-i Besmele.
Se cree que fue asesinado por los gobernantes selyúcidas, para quienes pudo haberse convertido en una amenaza. Su sepulcro se encuentra en la ciudad de Hacibektas, así denominada en honor suyo, centro de peregrinación al que llegan anualmente miles de visitantes. Los días 14 y 15 de agosto se celebran festividades para conmemorar a Hacı Bektaş-ı Veli.
- Datos: Q469865
- Multimedia: Hacı Bektaş-ı Veli / Q469865